# Pajar Bulan (Pesisir Tengah)
Pajar Bulan is een bestuurslaag in het regentschap Lampung Barat van de provincie Lampung, Indonesië. Pajar Bulan telt 440 inwoners (volkstelling 2010).